# Lorena Salvatini Spoladore
Lorena Salvatini Spoladore, née le 19 décembre 1994 à Maringá, est une athlète handisport brésilienne spécialiste du sprint et du saut en longueur en catégorie T11 pour les athlètes ayant des déficiences visuelles. Elle est guidée par Renato Oliveira.

## Carrière
Lorena Spoladore naît avec un glaucome qui lui fait perdre progressivement la vue. Bien que sa famille ait déménagé à Goiânia pour tenter de trouver un traitement, elle perd complètement la vue à l'âge de six ans.
Lors des Jeux paralympiques d'été de 2016, Lorena Spoladore est double médaillée : l'argent sur le 4 x 100 m T11 et le bronze sur le saut en longueur T11. Aux Championnats du monde d'athlétisme handisport 2019 à Dubaï, elle remporte la médaille de bronze sur le 200 m T11 en 25 s 62.
En 2023, elle remporte l'or au saut en longueur T11/12 aux Jeux parapanaméricains, quatre ans après avoir remporté le bronze sur le 200 m T11.
Aux Championnats du monde 2024, Spoladore  remporte l'argent sur le saut en longueur T11 et le bronze sur le 100 m T11. Sur le 100 m T11 des Jeux paralympiques d'été de 2024, elle réalise un doublé brésilien avec sa compatriote Jerusa Geber dos Santos en remportant le bronze tandis que cette dernière remporte l'or. Pendant la course, son guide Renato Oliveira se blesse à la cuisse mais réussi à la guider jusqu'au bout. À la suite de cette blessure du guide, elle doit changer de guide pour le 200 m T11 et court avec le guide de son compatriote Daniel Mendes, Wendel de Souza. Elle termine 3e de sa série en 26 s 02 et ne se qualifie pas pour la finale.